# Левашова, Ольга Степановна
О́льга Степа́новна Левашо́ва (также Левашёва; урождённая Зино́вьева; 1837—1905) — русская революционерка.

## Биография
Родилась в 1837 году. Происходила из дворянской семьи, внучка швейцарского и российского генерала Ануана Анри Жомини (в России был известен как Генрих Вениаминович). Не позднее середины 1850-х годов вышла замуж за Валерия Николаевича Левашова — чиновника по особым поручениям при нижегородском военном губернаторе и мирового посредника. В 1863 году в усадьбе Левашовых в Галибихе был проведён обыск, в ходе которого были обнаружены «вредные бумаги», после чего чета Левашовых должна была покинуть губернию.
После высылки из имения Валерий Николаевич и Ольга Степановна проживали в Москве в доме Брюхатова на Арбате (современный адрес Арбат, 44). Позднее в том же доме поселились несколько молодых людей — знакомых Ольги Степановны по Нижегородской губернии, которым Левашовы помогали обустроиться в городе. Многие из молодых людей были весьма радикально настроены. Группа, ставшая известная впоследствии как «кружок брюхатовцев», притягивала также других антиправительственно настроенных людей, лидером среди которых вскоре стал Николай Андреевич Ишутин. Многие из членов «кружка брюхатовцев» работали в находившейся в том же здании основанных Ольгой Степановной переплётной и швейной мастерских, другие учились в университете. Встречи происходили на квартире у Левашовых. В конце 1865 или начале 1866 года произошёл разрыв между Левашовами и Ишутиным — вероятно, причиной стал ишутинский тезис «цель оправдывает средства», с которым Левашовы согласиться не могли.
В 1866 году в деревне Бесходарной вблизи усадьбы Левашовых на пожертвования Ольги Степановны было построено земское училище. В 1868 году Леващовы без разрешения властей выехали за границу, на родину предков Левашовой — в Швейцарию. В Швейцарии Ольга Степановна сблизилась с революционером Михаилом Александровичем Бакуниным, участвовала в создании русской секции I Интернационала, финансировала издание антиправительственной газеты «Народное дело» и журнала «Новое русское дело». В 1874 году Левашовы вернулись в Россию и сперва поселились у родственников Ольги Степановны в Каменке Симбирской губернии. В Каменке у Левашовой собирались деятели либерально настроенной интеллигенции, среди которых был и инспектор народных училищ Илья Николаевич Ульянов — отец Владимира Ильича Ленина]. Скончалась в 1905 году.